# Steinreihe von Shap
Die bronzezeitliche Steinreihe von Shap (lokal Shap Stone Avenue genannt) liegt südlich des Hill of Skulls und nahe den Steinkreisen Shap North (Wilson Scar), Shap Centre (Gunnerkeld) und South Shap (auch Kemp Howe genannt) im Süden des Dorfes Shap in Cumbria in England.
Die 14 Steine der Reihe haben meist Namen (wie „Gray bull“) und bilden eine etwa Südost-Nordwest orientierte Steinreihe. Einige Steine stehen frei, andere sind umgefallen. Der größte (the Thunder Stone) ist ein Findling. Die meisten dieser Steine liegen versteckt zwischen den Gebäuden des Dorfes. Alle Steine sind aus lokalem Granit und drei tragen Markierungen. Der Small Thunder Stone hat ein Schälchen (englisch cup) und einen Ring, Aspers Field hat zwei Schälchen, eines mit einem Ring, und der Goggleby Stone hat ein Schälchen.
Dass die Ausrichtung den Teil einer rituellen Landschaft bildete, kann nicht bezweifelt werden, obwohl es hier schwierig ist einen Kontext zu finden. Steinreihen werden oft als Prozessionswege angesehen.

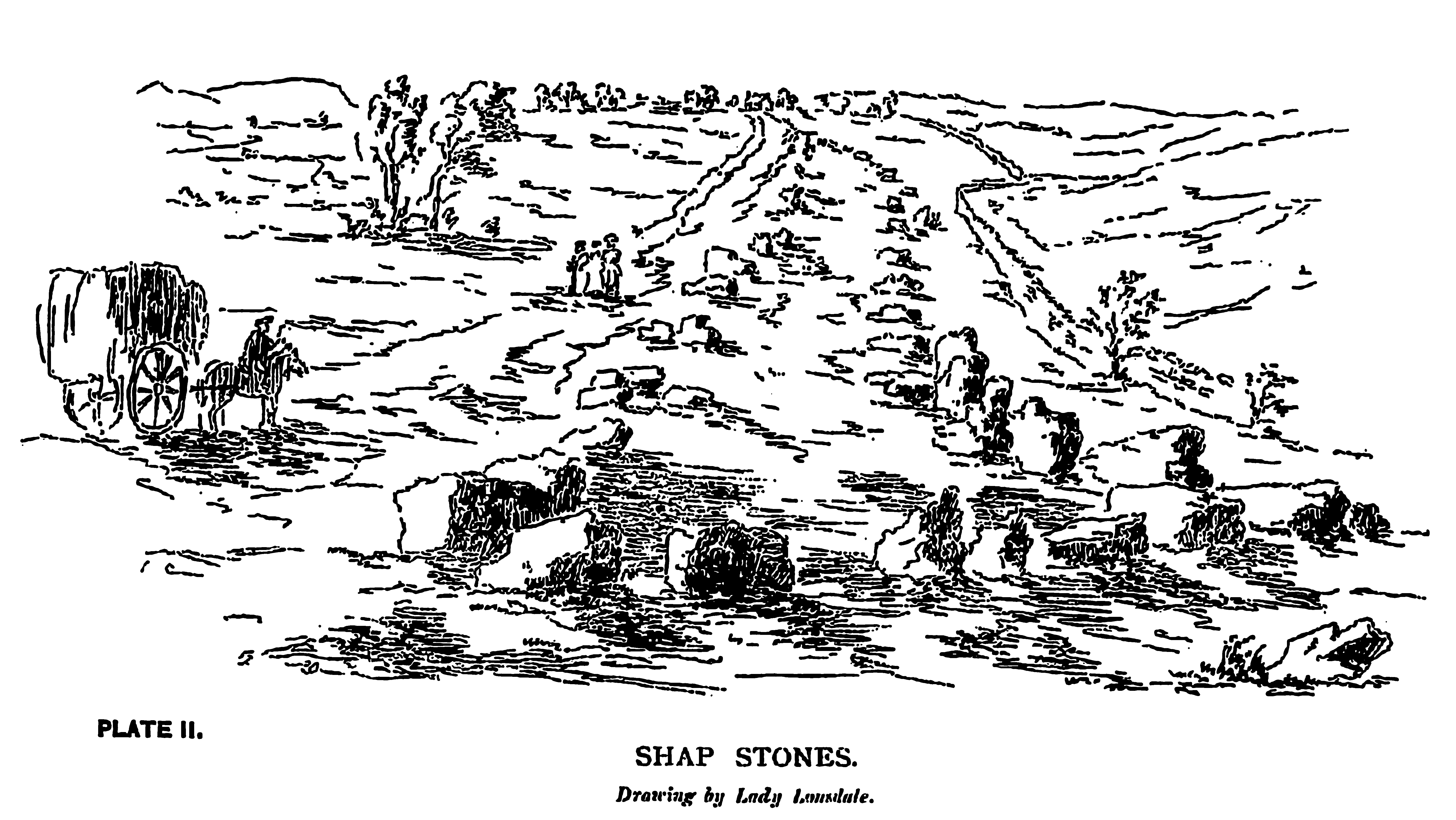
Shap Avenue, mit dem Kemp Howe

Die Standorte der von English Heritage angegebenen Steine sind wie folgt:
| National Grid | Name                | Koordinaten                 |
| ------------- | ------------------- | --------------------------- |
| NY55171592    | Small Thunder Stone | 54° 32′ 12″ N, 2° 41′ 40″ W |
| NY55151574    | Thunder Stone       | 54° 32′ 6″ N, 2° 41′ 41″ W  |
| NY55551528    | SR1                 | 54° 31′ 51″ N, 2° 41′ 18″ W |
| NY55551526    | SR2                 | 54° 31′ 51″ N, 2° 41′ 18″ W |
| NY55841520    | Aspers Field        | 54° 31′ 49″ N, 2° 41′ 2″ W  |
| NY55921509    | Goggleby Stone      | 54° 31′ 45″ N, 2° 40′ 57″ W |
| NY56051496    | SR3                 | 54° 31′ 41″ N, 2° 40′ 50″ W |
| NY56301477    | SR4                 | 54° 31′ 35″ N, 2° 40′ 36″ W |
| NY56611436    | SR5                 | 54° 31′ 22″ N, 2° 40′ 19″ W |
| NY56591425    | SR6                 | 54° 31′ 18″ N, 2° 40′ 20″ W |
| NY56741411    | SR7                 | 54° 31′ 14″ N, 2° 40′ 11″ W |
| NY56751410    | SR7                 | 54° 31′ 13″ N, 2° 40′ 11″ W |
| NY56761409    | SR8                 | 54° 31′ 13″ N, 2° 40′ 10″ W |
| NY56741409    | SR9                 | 54° 31′ 13″ N, 2° 40′ 11″ W |